# Jonas De Roeck
Jonas De Roeck (Barcelona, España, 20 de diciembre de 1979) es un exjugador y entrenador de fútbol español nacionalizado belga. Actualmente está sin club.

## Carrera como jugador
De Roeck nació en Barcelona, donde su padre trabajaba en ese momento como ingeniero químico. De niño también vivió en Estados Unidos e Inglaterra.Inició su carrera profesional en el Royal Antwerp, donde debutó oficialmente en el primer equipo del club el 3 de mayo de 1998. Poco a poco, se convirtió en un futbolista importante en el primer equipo y, a los veinte años, incluso se convirtió en capitán del entrenador Regi Van Acker.
Tras cuatro temporadas en el Lierse SK y dos en el Germinal Beerschot, se marchó al Gent. En la temporada 2009-10, se trasladó al FC Augsburgo, que en aquel momento jugaba en la 2. Bundesliga y recién en su segunda temporada ascendió a la máxima categoría.En el verano de 2012, firmó con el Oud-Heverlee Leuven,donde permaneció una temporada antes de regresar al Royal Antwerp en julio de 2013.

## Carrera como entrenador
De Roeck inició su carrera como técnico el 5 de octubre de 2015 en el K. Lyra-Lierse con el objetivo de salvar al club del descenso.Luego de no cumplir el desafío planteado, se convirtió en entrenador en Berchem Sport en la temporada 2016-17.
En la temporada siguiente, asumió al frente del Sint-Truidense en reemplazo de Tintín Márquez y firmó un contrato por dos temporadas.A pocas jornadas de la finalización de la campaña, fue relevado de sus funciones y más tarde sustituido por Marc Brys.
A través de Jean Kindermans, De Roeck comenzó a trabajar en las divisiones del RSC Anderlecht en 2018.Tras la destitución de Hein Vanhaezebrouck en diciembre de 2018, fue ascendido a asistente técnico y combinó esa posición con la de entrenador juvenil hasta el final de la temporada.El 4 de octubre de 2019, tras la marcha de Simon Davies, fue confirmado como entrenador interino para el partido de liga contra el Sporting Charleroi.Posteriormente, se mantuvo en el cuerpo técnico de los entrenadores Franky Vercauteren y Vincent Kompany. En mayo de 2021, decidió de común acuerdo dejar su cargo en el club belga al final de la temporada.
El 27 de mayo de 2021, fue presentado oficialmente como entrenador del KVC Westerlo en reemplazo de Bob Peeters.El 2 de diciembre de 2023, fue despedido de su cargo luego de una serie de malos resultados.
El 4 de junio de 2024, De Roeck asumió como técnico del Royal Antwerp y firmó un contrato por dos temporadas.El 3 de marzo de 2025, fue relevado de sus funciones a pesar de haber asegurado un lugar en los play-offs para clasificar a la UEFA Champions League.

## Clubes

### Como jugador
| Club                | País     | Año       |
| ------------------- | -------- | --------- |
| Royal Antwerp       | Bélgica  | 1998-2001 |
| Lierse SK           | Bélgica  | 2001-2005 |
| Germinal Beerschot  | Bélgica  | 2005-2007 |
| K.A.A. Gent         | Bélgica  | 2007-2009 |
| F. C. Augsburgo     | Alemania | 2009-2012 |
| Oud-Heverlee Leuven | Bélgica  | 2012-2013 |
| Royal Antwerp       | Bélgica  | 2013-2015 |

### Como entrenador
| Club           | País    | Año       |
| -------------- | ------- | --------- |
| K. Lyra-Lierse | Bélgica | 2015-2016 |
| Berchem Sport  | Bélgica | 2016-2017 |
| Sint-Truidense | Bélgica | 2017-2018 |
| RSC Anderlecht | Bélgica | 2019      |
| KVC Westerlo   | Bélgica | 2021-2023 |
| Royal Antwerp  | Bélgica | 2024-2025 |

## Palmarés

### Como entrenador

#### Campeonatos nacionales
| Título                      | Club         | País    | Año     |
| --------------------------- | ------------ | ------- | ------- |
| Segunda División de Bélgica | KVC Westerlo | Bélgica | 2021-22 |